# Urbact
URBACT est un programme européen d’échanges pour un développement urbain durable. Il soutient la coopération entre villes européennes pour favoriser leur développement économique, social et environnemental.
Vingt-neuf États participent au programme URBACT : les vingt-sept États membres de l'Union européenne ainsi que la Suisse et la Norvège. Le programme inclut également 300 villes et 5000 autres participants. URBACT est cofinancé par le Fonds européen de développement régional (FEDER) et les États membres du programme.

## URBACT I (2002-2006)
Le programme URBACT I est créé en 2002 pour permettre des échanges d'expériences entre les villes participant, ou ayant participé, aux programmes Urban I et II.
Durant cette période, 38 projets Urbact ont été réalisés, impliquant 217 villes de 29 pays et 57 autres partenaires, notamment des régions et des universités. Les travaux des réseaux mis en place dans le cadre d'Urbact I se sont centrés sur six thématiques principales : la participation citoyenne, l'activité économique et l'emploi, les jeunes, la sécurité urbaine, les populations d'origines étrangères et l'approche intégrée de la régénération urbaine.

## URBACT II (2007-2013)
La période budgétaire 2007-2013 est marquée par la disparition du programme Urban. Urbact est cependant poursuivi sur une base plus large : l'ensemble des villes de l'Union européenne peut alors participer aux réseaux thématiques et groupes de travail mis en place. La Roumanie et la Bulgarie, qui ont rejoint l'Union européenne en 2007, participent au programme, tout comme la Suisse et la Norvège, non membres de l'UE, mais y prenant part en tant qu'États partenaires.
Le programme est inauguré le 2 octobre 2007 par la Commission européenne. Le programme URBACT dépend pour la période 2007-2013 de l'Objectif 3 de la politique régionale de l'Union européenne, et plus particulièrement de son troisième volet « coopération territoriale européenne », à l'instar des programmes Interreg, Interact et Orate.
Les priorités du programme URBACT II sont : 
- Priorité 1 : Les villes, moteurs de croissance et d’emploi (environ 44 % du FEDER)
- Priorité 2 : Attrait et cohésion des villes (environ 50 % du FEDER)
- Priorité 3 : Assistance technique (6% du FEDER)

Les projets URBACT II réunissent chacun six à douze partenaires qui travaillent ensemble pendant deux à trois ans sur une thématique urbaine. Ils font émerger des réponses efficaces et durables aux grands enjeux urbains. En 2007 et en 2010 sont organisés des appels à projets. Des groupes de villes européennes peuvent alors se porter candidats pour former un « réseau thématique », d'une durée de trois ans, ou un « groupe de travail », d'une durée de 2 ans. Les réseaux et groupes retenus sont financés à hauteur de 70 à 80 % par le programme. Urbact II dispose d'une dotation de 53 millions d'euros du FEDER pour la période 2007-2013, un montant qui permet de financer 46 réseaux thématiques et 14 groupes de travail pendant la période.

### Structure du programme
Le programme Urbact II est dirigé par un comité de pilotage (Monitoring Committee), composé de deux représentants de chacun des 29 États participants. La présidence du comité de pilotage est assurée par un État membre, élu pour une année. Le programme est présidé par l'Allemagne en 2007, la Slovénie en 2008, la Tchécoslovaquie en 2009, l'Espagne en 2010, la Pologne en 2011, le Danemark en 2012.
La mise en œuvre au quotidien du programme est assurée par un Secrétariat technique conjoint, basé à Saint-Denis, en France. Le programme dispose en outre, conformément au règlement n°1080/2006 de la Commission européenne, d'une autorité de gestion (Managing Authority), et d'une autorité de certification, la Caisse des dépôts et consignations (France).
L'autorité de gestion (Managing Authority) responsable du programme opérationnel est l'Agence Nationale à l’Egalité des Territoires (France) (structure intégrée en janvier 2020 à l'Agence nationale de la cohésion des territoires),, sous la responsabilité du Premier ministre français.

## URBACT III (2014-2020)
Urbact III vise à promouvoir un développement urbain intégré durable et contribue à la mise en œuvre de la stratégie Europe 2020. 
Le programme URBACT III est organisé autour de quatre objectifs principaux : l’amélioration de la capacité des villes à gérer des politiques et des pratiques urbaines durables de manière intégrée et participative ; la conception de politiques et pratiques urbaines plus durables dans les villes ; la mise en œuvre de stratégies et d'actions urbaines intégrées et durables dans les villes ; la construction et l’échange de connaissances afin de veiller à ce que les professionnels et les décideurs aient accès à des connaissances partagées sur tous les aspects du développement urbain durable.
Les réseaux transnationaux d'échanges et d'apprentissage sont l'un des principaux axes d'activités du programme URBACT. Ils visent à soutenir les villes européennes dans la conception et la mise en œuvre de politiques urbaines intégrées durables. En fonction de leur situation et de leurs besoins locaux, les villes peuvent rejoindre URBACT en participant à 3 types de réseaux différents: les Réseaux de planification des actions, les Réseaux de mise en œuvre et les Réseaux de transfert. Des appels à projets visant chaque type de réseaux sont proposés annuellement.
Le programme URBACT présente sur son site 97 bonnes pratiques pour un développement urbain durable, sélectionnées, en provenance de 25 pays européens, touchant des grandes, des moyennes ou des petites villes, et couvrant une large variété de thèmes : Développement urbain physique, Inclusion, Gouvernance, Economie, Environnement.
Un document de référence appelé Manual synthétisant les actions du programme URBACT III est mise à jour périodiquement. 
Dans la perspective du renforcement de la politique urbaine en 2014-2020, la Commission européenne a abondé le montant du Feder alloué au programme d’environ 40 % par rapport à la période précédente, soit plus de 74 millions d’euros. Le budget total d’Urbact III s’élève à 96 millions d’euros,, auxquels s'ajoutent des dépenses par pays (par exemple pour la France pour le secrétariat du programme URBACT,). 
Le Commissariat général à l'égalité des territoires en France (CGET) reste l'autorité de gestion du programme Urbact III, et point de contact national Urbact pour les partenaires français.

## URBACT IV (2021-2027)
Les travaux préparatoires à la conception du programme de coopération URBACT IV ont débuté au début de l'année 2020, à partir d'une enquête sur les besoins des villes.
En tant que programme de coopération territoriale européenne, URBACT cherche à renforcer l'efficacité de la politique de cohésion de l'UE, en promouvant l'échange d'expériences et les pratiques urbaines durables et intégrées. Sur ce terrain, il vise également à compléter d'autres programmes ou initiatives prévues dans les règlements du Fonds européen de développement régional (FEDER), l'initiative urbaine européenne, l'agenda urbain pour l'UE, l'accord vert de l'UE et la révision de la charte de Leipzig,.

### Liens connexes
- Schéma de développement de l'espace communautaire
- Interreg, un programme européen visant à promouvoir la coopération entre les régions européennes
- Programme d'initiative communautaire Urban
- Politique régionale de l'Union européenne
- Prospective urbaine